# Becerrada
Dans le monde de la tauromachie, une becerrada  est une course de taureaux pour apprentis toreros avec des becerros, mot espagnol signifiant : veau, taurillon, qui désigne le petit mâle du toro de lidia, qui a soit moins de trois ans, soit pas plus de deux ans, soit de moins de deux ans.

## Définition variable
Selon les encyclopédies, la définition de becerrade est aussi  variable que celle du jeune veau. La plupart des encyclopédies rapportent qu'au cours d'une becerrade, le becerro de moins de trois ans n'est pas mis à mort,. Robert Bérard  précise : « Si l'animal a entre deux et trois ans, il sera combattu dans une novillada sans picador. » Ce qui explique la confusion : certains spectacles, annoncés comme des becerrades, comportent aussi des novillos. Jean-Baptiste Maudet définit les becerrades comme des « courses de taureaux  pour débutants se déroulant avec des taureaux de moins de deux ans, sans picador et le plus souvent sans mise à mort. »

## Dans les écoles taurines
« Les becerrades ont un rôle essentiel dans le schéma taurin. C'est là que s'aguerrissent les jeunes gens attirés par la profession et qui, autrefois, se réunissaient en cuadrilla de niños toreros pour donner des spectacles d'enfants toreros. »
Depuis la multiplication  des écoles taurines, les becerrades se multiplient elles aussi. À l'école taurine d'Arles, André Lagravère, frère cadet de Michelito Lagravère, a participé à 13 becerrades en 2013. Les trophées (oreille et queue) sont symboliques quand l'animal n'a pas été tué : 16 juin 2013 pour Andresito, réels quand l'animal a été tué, le 18 août 2013.
Pour l'école taurine de Nîmes, le 25 mai 2015 a marqué le triomphe d'un becerriste : Alexandre Marion Maria, qui a reçu les deux oreilles et la queue symboliques à l'issue d'une becerrade non tuée. Le spectacle s'est déroulé dans les arènes de Nîmes. Mais la plupart du temps, les becerrades se déroulent au cours de Fiestas camperas ou fêtes campagnardes.
Entre becerrada et novillada est apparu un nouveau type de corrida pour débutants : le bolsin, qui n'est répertorié dans aucune encyclopédie. C'est aussi une corrida d'apprentissage qui se déroule avec des erales (veaux de moins de deux ans) et qui répond aux mêmes règles que la becerrada, que la novillada, que la corrida, et qui se déroule en habit de lumières. Le 23 avril 2015, André Lagravère a participé au bolsin de Bougue. Le bolsin est un concours par lequel sont sélectionnés les meilleurs élèves des écoles taurines. Le 13 avril 2015, un bolsin réunissait dans les arènes de Nîmes  des élèves des écoles taurines  Marcial Lalanda de Madrid,  Béziers, Adour Aficion, Arles, Fondation El Juli de Madrid, les jeunes de l'Association française des aficionados practicos et bien d'autres encore .